# Муло (вампир)
Муло (Мули за женски род, Муло за мушки род) представља немртво створење или вампира у ромском фолклору. Сам назив муло значи „онај који је мртав“.

## Изглед
Муло нема утврђен изглед нити специфичне особине, што омогућава регионалне варијације у његовом опису. Верује се да може бити невидљив, изгледати потпуно нормално, недостајати му прсти или имати животињске делове тела. У Индији се описује са жутом или пламеном косом, док у Шведској поседује способност промене облика.
Једна од често спомињаних особина мулоа је неутољива сексуална жеља, због чега се, према веровању, увек враћа свом партнеру.

## Веровања
Муло настаје када особа изненада умре од неприродног узрока или када није имала одговарајуће погребне обреде. Описује се као биће обучено у белу одећу, са косом која допире до стопала, и са једном физичком особеношћу, која варира у зависности од географског подручја. Веровање каже да муло прогања људе које није волео за живота и да им наноси зло.
Муло се сматра духом освете који се враћа како би чинио злобне ствари или нападао људе гушењем и сисањем крви, обично чланове породице који су били узрок његове смрти, који нису поштовали погребне обичаје или су задржали личне ствари покојника уместо да их униште, како обичаји налажу.
Да би се ослободили вампира, људи су ангажовали дампира (Dhampir), сина вампира и његове удовице, како би га открио. Ради заштите од мулоа, Роми су забијали челичне или гвоздене игле у срце леша, стављали комадиће челика у уста, преко очију, ушију и између прстију покојника током сахране. Такође су у чарапе покојника стављали глог или му забијали глогов колац кроз ноге. Додатне мере укључивале су забијање колаца у гроб, преливање кипућом водом, одсецање главе или спаљивање тела.